# Gitta Günther
Gitta-Maria Günther (* 1936 in Stettin) ist eine deutsche Archivarin, Sachbuchautorin und Herausgeberin insbesondere zur Geschichte der Stadt Weimar sowie dem Konzentrationslager Buchenwald.

## Leben
Gitta-Maria Günther, geboren 1936 in Stettin, arbeitete von 1959 bis 2001 als städtische Archivarin im Stadtarchiv Weimar. In dieser Zeit gab sie – gemeinsam mit Lothar Wallraf – im Auftrag des Rates der Stadt Weimar – unter anderem das Werk Geschichte der Stadt Weimar heraus.
1997 war Günther Herausgeberin des im Böhlau Verlages in zweiter, verbesserter Auflage erschienenen Sachbuches Weimar. Lexikon zur Stadtgeschichte.
Gitta Günther ist wissenschaftliches Mitglied des Vereins Historische Kommission für Thüringen e. V.

## Werke (Auswahl)
- mit Lothar Wallraf (Hrsg.): Geschichte der Stadt Weimar. 2., durchges. Aufl. Hrsg. im Auftr. des Rates der Stadt Weimar. Böhlau, Weimar 1976.
- Weimar Chronik. Hrsg. von den Ständigen Kommissionen Kultur der Stadtverordnetenversammlung Weimar und des Kreistages Weimar-Land in Zusammenarbeit mit dem Stadtmuseum Weimar.
  - Folge 1: Von der Urgesellschaft bis September 1775 (= Tradition und Gegenwart, Heft 20), 1987; Inhaltsverzeichnis
  - Folge 2: November 1775 bis Dezember 1849 (= Tradition und Gegenwart, Heft 24), 1987; Inhaltsverzeichnis
  - Folge 3: März 1850 bis April 1945 (= Tradition und Gegenwart, Heft 33), 1990; Inhaltsverzeichnis
  - Folge 4: April 1945 bis Dezember 1960 (= Tradition und Gegenwart, Heft 10), 1984
  - Folge 5: Januar 1961 bis April 1981 (= Tradition und Gegenwart, Heft 14), enthält unter anderem die Höhepunkte des Musiklebens, 1985
- mit Lothar Wallraf: Das Stadtarchiv Weimar und seine Bestände. Böhlau, Weimar 1967.
- Gedenkstätten der Arbeiterbewegung in Weimar. Nebentitel Arbeitergedenkstätten (= Weimarer Schriften zur Heimatgeschichte und Naturkunde, Heft 31). Stadtmuseum Weimar, Weimar 1977.
- Auswahlbibliographie zur Geschichte des faschistischen Konzentrationslagers Buchenwald und der Nationalen Mahn- und Gedenkstätte Buchenwald. Hrsg. von der Nationalen Mahn- und Gedenkstätte Buchenwald (= Buchenwaldheft, Folge 11). 1980.
- mit Lothar Wallraf: Bibliographie zur Geschichte der Stadt Weimar. Hrsg. im Auftrag des Rates der Stadt Weimar. Böhlau, Weimar 1982.
- Buchenwald (= Tradition und Gegenwart, Folge 9), 3., überarb. u. neugest. Aufl. Ständige Kommission Kultur der Stadtverordnetenversammlung Weimar und des Kreistages Weimar-Land, Weimar 1983; Inhaltsverzeichnis
- Weimar. Eine Chronik. Kiepenheuer, Leipzig 1996, ISBN 3-378-01009-6.
- Vom Messhaus zum Medienort. Zur Geschichte der Stadtbücherei Weimar (= Weimarer Schriften, Heft 63). Hrsg. vom Stadtmuseum Weimar. Weimar 2008, ISBN 3-910053-45-9; Inhaltsangabe
- Ehrenbürger der Stadt Weimar. Ein Beitrag zur Stadtgeschichte. Weimarer Verlags-Gesellschaft, Weimar 2011, ISBN 978-3-941830-10-3; Inhaltsangabe und Angaben aus der Verlagsmeldung
- mit Rainer Wagner: Weimar. Straßennamen. RhinoVerlag, Ilmenau 2012, ISBN 978-3-939399-49-0.
- mit Gerhard Hoffmann: Konzentrationslager Buchenwald 1937 bis 1945. Kleines Lexikon. RhinoVerlag, Ilmenau 2016, ISBN 978-3-95560-897-2; Inhaltstext